# شمیانتکووو (شهرستان ژورومین)
شمیانتکووو (به لهستانی:  Siemiątkowo) یک روستا در لهستان است که در گمینا شمیانتکووو واقع شده‌است.